# Poliakov (vodka)
Pour les articles homonymes, voir Poliakov.
Poliakov est une marque française de vodka créée par la société La Martiniquaise. 
En 2021, la vodka Poliakov était la première marque en parts de marché en France.
La vodka Poliakov titre 37,5 % d'alcool et se présente sous forme de flasques de 20 cl ou de bouteilles de 35 cl, 70 cl, 100 cl, 150 cl ou 200 cl. 

## Les différents produits Poliakov
- Poliakov vodka originale
- Poliakov Extreme Ultra-premium
- Poliakov aromatisées (parfums Pomme, Citron, Cherry, Lime, Canneberge Mandarine, Ice Mint, Pêche)
- Poliakov Liqueurs parfum Vanille/Caramel, Passion/Mangue, Lotus/Litchi
- Poliakov Guarana
- Poliakov Premium Ice
- Poliakov Silver, uniquement disponible dans les bars et boîtes de nuit